# Коготас

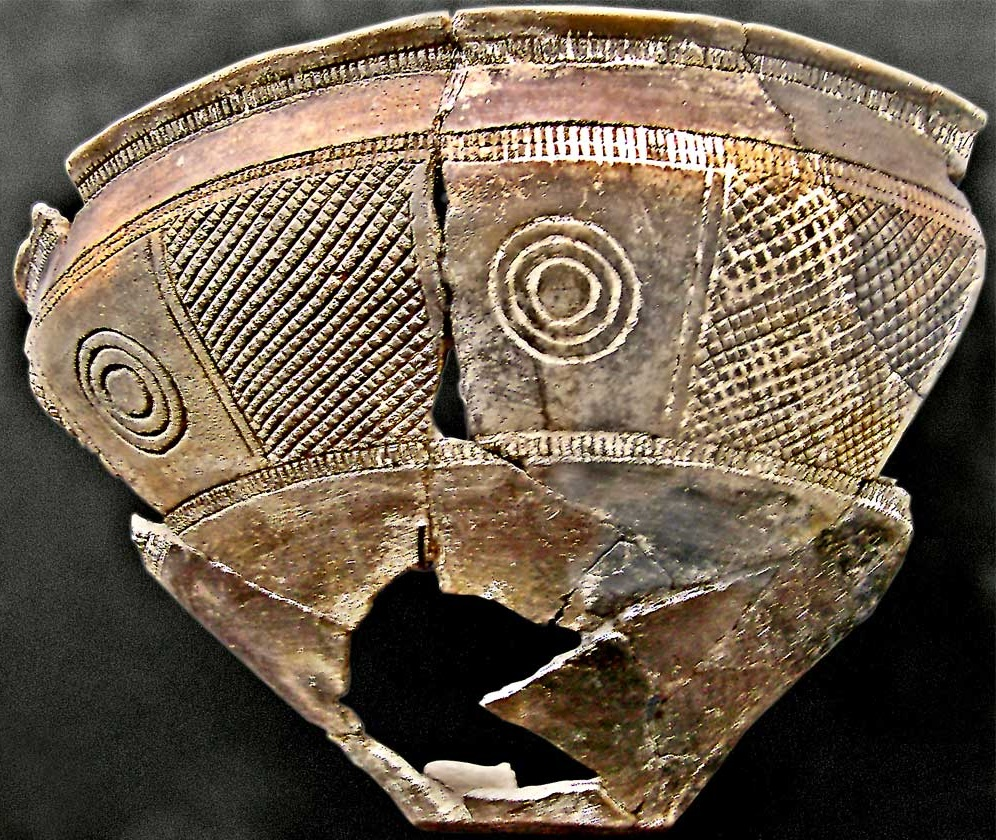
Культура Коготас I. Керамика с инкрустацией.

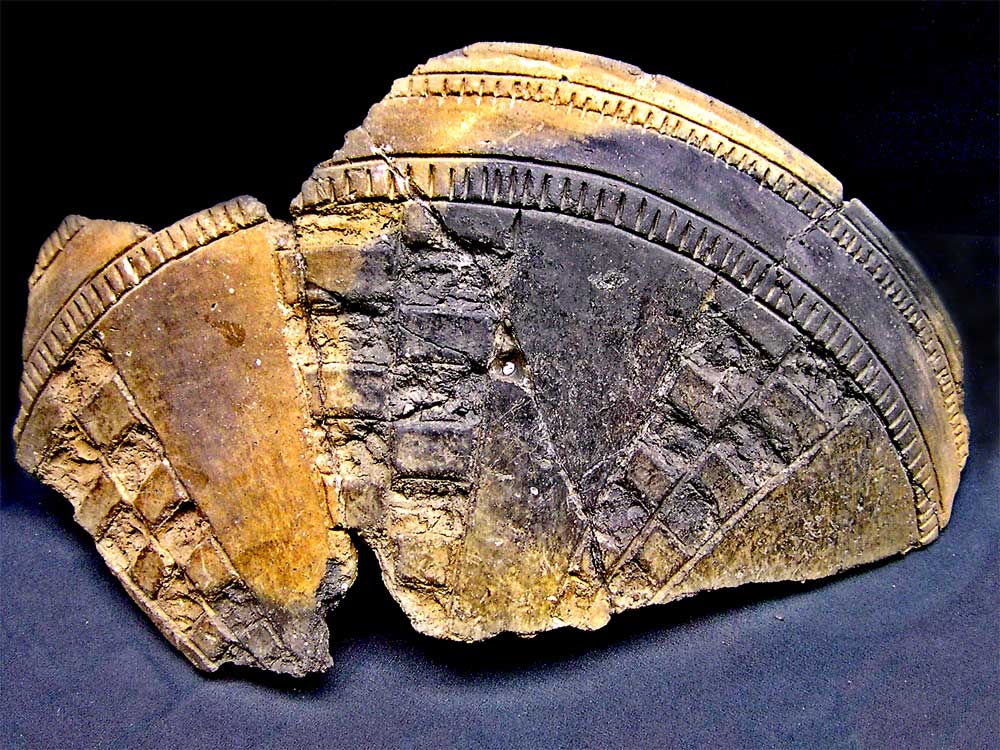
Культура Коготас I. Керамика с насечками

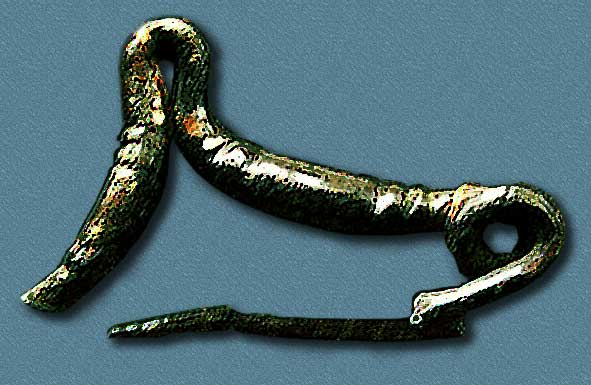
Культура Коготас I. Изогнутая фибула

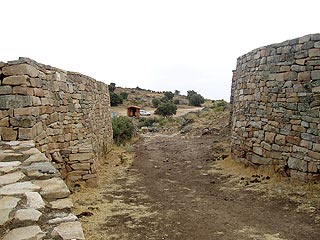
Культура Коготас II. Кастро-де-лас-Коготас. Реконструкция главных ворот.

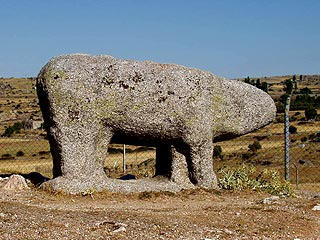
Культура Коготас II. Гранитный веррако в окрестностях муниципалитета Мингоррия.

Коготас или Лас-Коготас (исп. Las Cogotas) — наименование археологического памятника на территории муниципалитета Карденьоса в испанской провинции Авила, а также названных по данному памятнику нескольких археологических культур позднего бронзового (культура Коготас I) и железного века (культура Коготас II) на Иберском полуострове.
Памятник исследовал испанский (галисийский) археолог Хуан Кабре в 1920-е годы. Верхний слой Коготас представляет собой классическое поселение веттонов — кельтского или по крайней мере индоевропейского народа, который в эпоху железного века обитал на обширной территории, охватывашей современные провинции Авила и Саламанка, а также части Толедо, Саморы, Касерес и Траз-уж-Монтеш в Португалии.

## Культура Протокоготас
Этот этап истории Месеты является наименее изученным, хотя ряд археологических памятников (Los Tolmos de Caracena в провинции Сория, Кохесес-дель-Монте в провинции Вальядолид, Абиа-де-ла-Обиспалиа в провинции Куэнка, и ряд других) позволяют говорить о культуре «Протокоготас» (формационный этап культуры Коготас, около 1700—1550 гг. до н. э., известный также как «горизонт Кохесес», «horizonte Cogeces»), основанной на субстрате остатков традиции колоколовидных кубков, подвергшихся влиянию аргарской культуры или атлантического бронзового века. Эта культура не была представлена в Лас-Коготас, однако уже имеет характерные черты, которые позднее проявились у культуры Коготас I.

## Коготас I (нижний слой Коготас)
Отличительной характеристикой данной культуры является чёрная керамика с особенной декорацией: насечками в виде геометрических мотивов, инкрустированными белой пастой (es:Cerámica de Boquique). Сосуды имели небольшой размер, плоское дно и коническую форму. Это грубая керамика, предположительно использовавшаяся как кухонная утварь.
Хронология культуры Коготас I:
- формационный этап, 1700 г. до н. э. (Протокоготас)
- керамика с насечками и Boquique, 1550 г. до н. э.
- сети торговых обменов, 1350 г. до н. э.
- экспансия культуры, 1100 г. до н. э.
- исчезновение, 1000 г. до н. э.

О синхронных культурах Пиренейского полуострова см. статьи: культура Мотильяс, бронза Леванте, атлантический бронзовый век, Эль-Аргарская культура.

## Коготас II (верхний слой Коготас)
С начала 1 тыс. до н.э. на территорию Пиренейского полуострова с территории современной Франции начинают проникать группы индоевропейцев, в том числе предки лузитан, а немного позднее различные кельтские племена. Пришедшие постепенно занимают северную, западную и центральную части полуострова, где образовывают новые культуры на руинах старых.
Характерной особенностью культуры Коготас II являются статуи веррако — каменные изображения быков, расположенные на пастбищных землях, назначение которых пока что остаётся малопонятным.
Сохранились и другие объекты материальной культуры, например, клёпаные кинжалы, плоские топоры, топоры из медного сплава, лезвия серпов, гранитные мельничные жернова, пряслица и др.
Как и ряд других подобных поселений, Коготас был разделён на несколько функциональных районов, в частности, несколько участков для размещения животных и один некрополь. Скотоводство играло важную роль в жизни обитавших здесь веттонов, в связи с чем они часто сооружали зооморфные фигуры (веррако).

### Укрепления-«кастро», связанные с культурой Коготас II
- es:Castro de los Castillejos, (Авила)
- es:Castro de Ulaca, (Авила)
- es:Castro de Las Paredejas в составе комплекса Эль-Берруэко, (Авила)
- es:Castro de la Mesa de Miranda, (Авила)
- es:Castro del Raso, (Авила)
- es:Castro del Berrueco, (Авила и Саламанка)
- es:Castro Ecce Homo, Мадрид